# Sonic Riders
Sonic Riders (ソニックライダーズ,, Sonikku Raidāzu) é um jogo electrónico de corrida da Sega para as plataformas Playstation 2, Xbox, Gamecube e PC, baseado no mundo da série de videogames Sonic the Hedgehog. O atrativo deste jogo é que eles usam Extreme Gears para competir, diferente de Sonic Drift, onde os personagens usavam carros e Sonic R, em que os personagens corriam a pé (com algumas exceções). Estas pranchas usam ar como combustível, que pode ser adquirido de diversas maneiras durante as corridas. Foi também o último jogo de Sonic para Xbox e Gamecube.
Em Sonic Riders cada personagem tem um atributo. SPEED (Sonic, Jet, Amy, Shadow, Ulala, E10000-R), FLY (Tails, Wave, Cream, Nights, Rouge) ou POWER (Knuckles, Storm, Eggman, Ai Ai, E10000-G). Cada atributo tem suas vantagens e desvantagens.
Sonic Riders conta com 5 personagens novos, mais 3 personagens da Sega, totalizando 17 personagens disponíveis no jogo. Os personagens novos são: Jet the Hawk, Wave the Swallow, Storm the Albatross, E-10000R e E-10000G.